# Катеринівська сільська рада (Кременецький район)
Катери́нівська сільська́ ра́да — адміністративно-територіальна одиниця та орган місцевого самоврядування у Кременецькому районі Тернопільської області. Адміністративний центр — село Катеринівка.

## Загальні відомості
Катеринівська сільська рада утворена в 1946 році.
- Територія ради: 25,57 км²
- Населення ради: 876 осіб (станом на 2001 рік)

## Населені пункти
Сільській раді були підпорядковані населені пункти:
- с. Катеринівка
- с. Рибча
- с. Іванківці

## Склад ради
Рада складалася з 15 депутатів та голови.
- Голова ради: Дрель Вікторія Казимирівна
- Секретар ради: Ярмолович Оксана Михайлівна

### Керівний склад попередніх скликань
| Прізвище, ім'я, по батькові | Основні відомості                                                          | Дата обрання | Дата звільнення |
| --------------------------- | -------------------------------------------------------------------------- | ------------ | --------------- |
| Кізима Роман Адамович       | Сільський голова, 1952 року народження, член Соціалістичної партії України | 26.03.2006   | 31.10.2010      |
| Дрель Вікторія Казимирівна  | Сільський голова, 1975 року народження, освіта вища, позапартійна          | 31.10.2010   |                 |

Примітка: таблиця складена за даними сайту Верховної Ради України

### Депутати
За результатами місцевих виборів 2010 року депутатами ради стали:

#### За суб'єктами висування
| Суб'єкт висування | Кількість обраних депутатів | %   |
| ----------------- | --------------------------- | --- |
| Самовисування     | 15                          | 100 |

#### За округами
| № округу | Прізвище, ім'я, по батькові     | Дата визнання обраним | Освіта             | Партійна приналежність | Відомості про обраного депутата                       |
| -------- | ------------------------------- | --------------------- | ------------------ | ---------------------- | ----------------------------------------------------- |
| 1        | Лановецька Ольга Володимирівна  | 04.11.2010            | вища               | позапартійна           | Катеринівська загальноосвітня школа І-ІІ ст., вчитель |
| 2        | Цецельська Галина Петрівна      | 04.11.2010            | середня            | позапартійна           | тимчасово не працює                                   |
| 3        | Марценюк Тетяна Іванівна        | 04.11.2010            | середня спеціальна | позапартійна           | Катеринівська сільська рада, землевпорядник           |
| 4        | Горголь Ольга Володимирівна     | 04.11.2010            | вища               | позапартійна           | Катеринівська сільська рада, бухгалтер                |
| 5        | Солоненко Микола Кіндратович    | 04.11.2010            | вища               | позапартійний          | Кременецька ЦРКЛ, лікар                               |
| 6        | Вітомська Ніна Денисівна        | 04.11.2010            | середня            | позапартійна           | тимчасово не працює                                   |
| 7        | Горголь Алла Вікторівна         | 04.11.2010            | вища               | позапартійна           | Катеринівський дитячий садок, вихователь              |
| 8        | Самборська Іванна Олексіївна    | 04.11.2010            | середня спеціальна | позапартійна           | Кременецька ЦРКЛ, фельдшер                            |
| 9        | Ярмолович Оксана Михайлівна     | 04.11.2010            | середня спеціальна | позапартійна           | Катеринівська сільська рада, секретар                 |
| 10       | Марценюк Зіна Володимирівна     | 04.11.2010            | вища               | позапартійна           | Катеринівська сільська рада, бухгалтер                |
| 11       | Руденький Григорій Петрович     | 04.11.2010            | середня            | позапартійний          | Катеринівська сільська рада, зав.клуб                 |
| 12       | Марценюк Наталія Володимирівна  | 04.11.2010            | середня спеціальна | позапартійна           | Катеринівська сільська рада, зав. ФАП                 |
| 13       | Грибчук Володимир Григорович    | 04.11.2010            | вища               | позапартійний          | Іванковецька НВК, директор                            |
| 14       | Бистрицький Володимир Федорович | 04.11.2010            | середня            | позапартійний          | Ковельмолоко, їздовий                                 |
| 15       | Руденька Віра Павлівна          | 04.11.2010            | середня            | позапартійна           | тимчасово не працює                                   |